# Darius McCrary
Darius Creston McCrary (Walnut (Californië), 1 mei 1976) is een Amerikaans acteur, filmproducent en zanger.

## Carrière
McCrary begon in 1987 met acteren in de film Big Shots, waarna hij nog meerdere rollen speelde in films en televisieseries. Hij is onder anderen bekend van zijn rol als Edward 'Eddie' James Arthur Winslow in de televisieserie Family Matters (1989-1998), van zijn rol als Malcolm Winters in de televisieserie The Young and the Restless (2009-2011) en van zijn rol als Donovan in de televisieserie Anger Management (2012-2013).

## Young Artist Awards
- 1993 in de categorie Uitstekende Jonge Acteur in een Comedyserie met de televisieserie Family Matters – genomineerd.
- 1991 in de categorie Uitstekende Jonge Acteur in een Comedyserie met de televisieserie Family Matters – genomineerd.
- 1990 in de categorie Uitstekende Jonge Acteur in een Comedyserie met de televisieserie Family Matters – genomineerd.
- 1989 in de categorie Uitstekende Jonge Acteur in een Film met de film Mississippi Burning – genomineerd.
- 1988 in de categorie Uitstekende Jonge Acteur in een Film met de film Big Shots – genomineerd.

## Filmografie

### Films
Uitgezonderd korte films.
- 2024 Greenwood Rising: The Rise of Black Wall Street - als O.W. Gurley
- 2024 Who's Cheating Who? - als Steven
- 2022 Wayward - als Anthony Demme
- 2021 True to the Game 3 - rechercheur Joe
- 2020 True to the Game 2 - als rechercheur Joe
- 2020 Christmas in Carolina - als Marlone
- 2019 Fanatic - als officier Hardaway
- 2016 Love Under New Management: The Miki Howard Story - als Gerald Levert
- 2015 The Summoning - als Drew
- 2014 Out of Sight - als kapitein Hawkings
- 2013 Will a Man Rob God? - als Corey
- 2013 24 Hour Love - als Vernon
- 2011 Houndz from Hell - als Extract
- 2011 He's Mine Not Yours - als William
- 2011 The Perfect Gift - als Darren Smith
- 2011 35 and Ticking - als Nick West
- 2010 Church - als Daniel
- 2009 Busted - als Tyrone
- 2009 Saw VI - als Dave
- 2009 Steppin: The Movie - als Sinis
- 2009 Next Day Air - als Buddy
- 2008 The Life and Times of Marcus Felony Brown - als Marcus 'Felony' Brown
- 2008 Hood Hostages - als op zijn sterfbed
- 2008 A Good Man Is Hard to Find - als Bruce
- 2007 Transformers - als Jazz (stem)
- 2004 The Maintenance Man - als Malcolm Tremell
- 2002 Vampires: Los Muertos - als Ray Collins
- 2001 15 Minutes - als rechercheur Tommy Cullen
- 2000 Something to Sing About - als Tommy
- 1999 The Breaks - als Shaquan
- 1998 Park Day - als Andre Simmons
- 1997 Don King: Only in America - als Muhammad Ali
- 1996 Kidz in the Wood - als Tootooe
- 1988 Mississippi Burning - als Aaron Williams
- 1987 Big Shots - als Scam

### Televisieseries
Uitgezonderd eenmalige gastrollen.
- 2018-2021 Craig Ross Jr.'s Monogamy - als Connor - 18 afl.
- 2016-2018 Star - als Otis Leecan - 7 afl.
- 2015-2016 Da Jammies - als schoolhoofd Cransberry - 5 afl.
- 2015 Minority Report - als Aman Shale - 2 afl.
- 2015 The Leftovers - als Isaac Rayney - 3 afl.
- 2014 The King Assassin Show - als Eddie Winslow - 10 afl.
- 2012-2013 Anger Management - als Donovan - 12 afl.
- 2009-2011 The Young and the Restless - als Malcolm Winters - 86 afl.
- 2005 Committed - als Bowie James - 12 afl.
- 2003 Kingpin - als Truck Thomas - 5 afl.
- 2000-2001 Freedom - als James Barrett - 12 afl.
- 1989-1998 Family Matters - als Edward 'Eddie' James Arthur Winslow - 208 afl.

### Filmproducent
- 2015-2024 On Ten - televisieserie - 6 afl.
- 2019 Craig Ross Jr.'s Monogamy - televisieserie - 5 afl.
- 2015 Where Have All the Fathers Gone - documentaire
- 2010 Church - film
- 2009 Steppin: The Movie - film

- Gemeinsame Normdatei: 1331201462
- Library of Congress Control Number: no2010016499
- MusicBrainz: 1069a91c-c5c4-408a-a5ff-7ab5e5dae9eb
- Nationale Bibliotheek van Israël: 987007406890305171
- Virtual International Authority File: 106934893
- WorldCat: E39PBJjCQJX97K7VYCpgftxCcP